# Dolomedes paroculus
Espèce
Dolomedes paroculus est une espèce d'araignées aranéomorphes de la famille des Dolomedidae.

## Distribution
Cette espèce est endémique de la province de Yala en Thaïlande,. Elle se rencontre vers Raman.

## Description
La femelle subadulte holotype mesure 18 mm.

## Systématique et taxinomie
Cette espèce a été décrite par Simon en 1901.

## Publication originale
- Simon, 1901 : « On the Arachnida collected during the Skeat expedition to the Malay Peninsula. » Proceedings of the Zoological Society of London, vol. 1901, no 2, p. 45-84 (texte intégral).